# Janet(s)
"Janet(s)"(넷플릭스 제목: 4명의 재닛)은 미국의 판타지 코미디 텔레비전 시리즈 《굿 플레이스》 세 번째 시즌의 열 번째 에피소드이다. 시리즈 전체로 보면 36번째 에피소드이며, 시즌 전반부 마지막 에피소드로 2018년 12월 6일에 NBC를 통해 미국에서 처음 방영되었다. 조시 시겔과 딜런 모건이 각본을, 모건 새킷이 연출을 맡았다.
엘리너, 치디, 타하니, 제이슨은 사후 세계의 존재를 시즌 3 초반에 다시 알게 되었고, 사후 세계의 설계자인 마이클과 그의 비서 재닛과 함께 지구에 있는 사람들을 돕는 중이었다. 네 사람은 배드 플레이스의 악마들을 피해 도망치던 중 자신들이 모두 각각 재닛으로 변한 모습을 발견한다. 엘리너는 치디를 향한 자신의 감정을 털어놓고 싶어 하지만, 치디가 이를 외면하자 정체성의 혼란을 겪게 된다. 한편, 마이클과 재닛은 배드 플레이스에서 점수 체계를 조작하고 있는지 확인하기 위해 사람들의 행동에 점수를 부여하고 계산하는 사후 세계 회계팀을 방문한다.
이 에피소드의 기본 설정은 시즌 2 제작 도중 구상되었고, 작가진은 에피소드 제작을 위해 정체성과 자아의 개념을 공부하기도 했다. 재닛을 맡은 다시 카든은 다른 동료 배우들을 연기하기 위해 리허설과 쉬는 시간에 동료 네 사람을 관찰하며 연기를 준비했다. 촬영은 2018년 7월에 진행되었는데, 일반적인 에피소드보다 훨씬 많은 특수효과가 필요했다. 제작 중에는 여러 스태프들이 과연 시청자들이 이 에피소드를 이해할 수 있을지 걱정하기도 했다.
"Janet(s)"은 첫 방영 당시 258만 명의 시청자를 기록했고, 평론가들 사이에서 호평을 받았으며 특히 카든의 연기가 큰 관심을 끌었다. 여러 매체에서 2018년 최고의 텔레비전 에피소드 중 하나로 선정되었으며, 평론가들은 여기서 다뤄진 자아의 의미와 500년이 넘도록 단 한 명도 굿 플레이스에 가지 못했다는 설정에 주목했다. 이 에피소드는 휴고상 최우수 드라마틱 프레젠테이션, 숏폼 부문을 수상했고, 각본을 담당한 시걸과 모건은 프라임타임 에미상의 코미디 시리즈 최우수 각본상에 후보로 올랐다.

## 줄거리
재닛(다시 카든)이 엘리너, 치디, 타하니, 제이슨을 자신의 텅 빈 우주(재닛의 본질과 연결된 대체 차원)로 불러오자, 그에 따른 부작용으로 네 사람의 겉모습은 모두 재닛으로 바뀐다. 진짜 재닛은 네 사람을 구별할 수 있도록 각자 옷을 입힌 뒤 마이클(테드 댄슨)과 함께 회계팀을 방문하러 떠난다. 네 사람은 죽은 즉시 사후 세계를 가지 않은 다차원 탈주자가 되었기에, 재닛의 텅 빈 우주에 머무르게 된다.
마이클과 재닛은 회계 팀장 닐(스티븐 머천트)을 만난다. 닐은 배드 플레이스가 사후 세계 점수 시스템을 조작할 수 없다고 이야기하지만, 그래도 시스템이 어떻게 운영되고 있는지 보여주기로 한다. 닐은 지구의 모든 인간이 하는 행동에는 긍정적이거나 부정적인 점수가 부여된다고 설명한다. 새로운 행동이 발생하면 회계원은 그 행동의 의도, 영향, 다른 요소들을 고려하여 점수를 부여하고, 이후 30억 명의 회계원들의 검증을 받기 때문에 조작의 여지가 없다고 이야기한다. 그럼에도 마이클은 더그 포세트의 파일을 보여달라고 요청한다. 닐은 더그라는 이름을 가진 사람들이 실린 책을 살펴본 후 그가 배드 플레이스에 가게 될 것이라고 확인한다. 더그는 평생 착한 일만 하면서 살았기 때문에 마이클은 이를 조작의 증거라고 여긴다. 마이클은 닐에게 최근에 굿 플레이스에 간 인간의 파일을 보여달라고 요청하는데, 검색 결과 닐은 지난 521년 동안 그 아무도 굿 플레이스에 가지 못했다고 확인한다.
한편, 재닛의 텅 빈 우주에 머무르고 있는 엘리너 재닛은 치디 재닛에게 과거에 둘이 사귀었던 관계에 대해 이야기하고 싶어한다. 치디 재닛은 그러한 관계가 과거의 다른 '치디'에게 일어났던 일이라며 여러 철학자들의 주장을 근거로 들지만, 엘리너 재닛은 답답해 하며 치디 재닛이 자신의 감정을 회피하고 있다고 생각한다. 제이슨 재닛과 타하니 재닛은 텅 빈 우주 안에서 진짜 재닛이 제이슨을 좋아하고 있는 흔적을 발견하게 된다. 엘리너 재닛은 치디 재닛과 몇 번 더 대화를 시도하다 좌절하며 왜 자신이 그에게 다가가려 하는지 의문을 품고, 자아감이 무너지면서 엘리너 재닛의 겉모습은 무작위로 다른 사람의 모습으로 시시각각 변한다. 이에 영향을 받아 재닛의 텅 빈 우주가 붕괴되기 시작하고, 치디 재닛은 엘리너 재닛의 자아감을 되돌려 놓기 위해 엘리너가 누구이고 어떤 좋은 일을 했는지 열심히 설명하다가 결국 엘리너 재닛에게 키스를 한다. 이로 인해 재닛으로 변했던 네 사람의 겉모습이 원래대로 돌아오고, 전부 재닛의 텅 빈 우주에서 튕겨나가 마이클과 재닛이 있는 회계 사무실에 나타나게 된다. 마이클과 재닛, 그리고 네 사람은 회계원들로부터 도망치게 되고, 그 와중에 마이클은 더그 포세트가 실린 책을 챙겨간다. 여섯 명은 비좁은 통로를 통해 탈출해 우편실에 도착하고, 엘리너(크리스틴 벨)는 자신들이 굿 플레이스에 당도한 사실을 깨닫는다.

## 제작

### 기획 및 각본

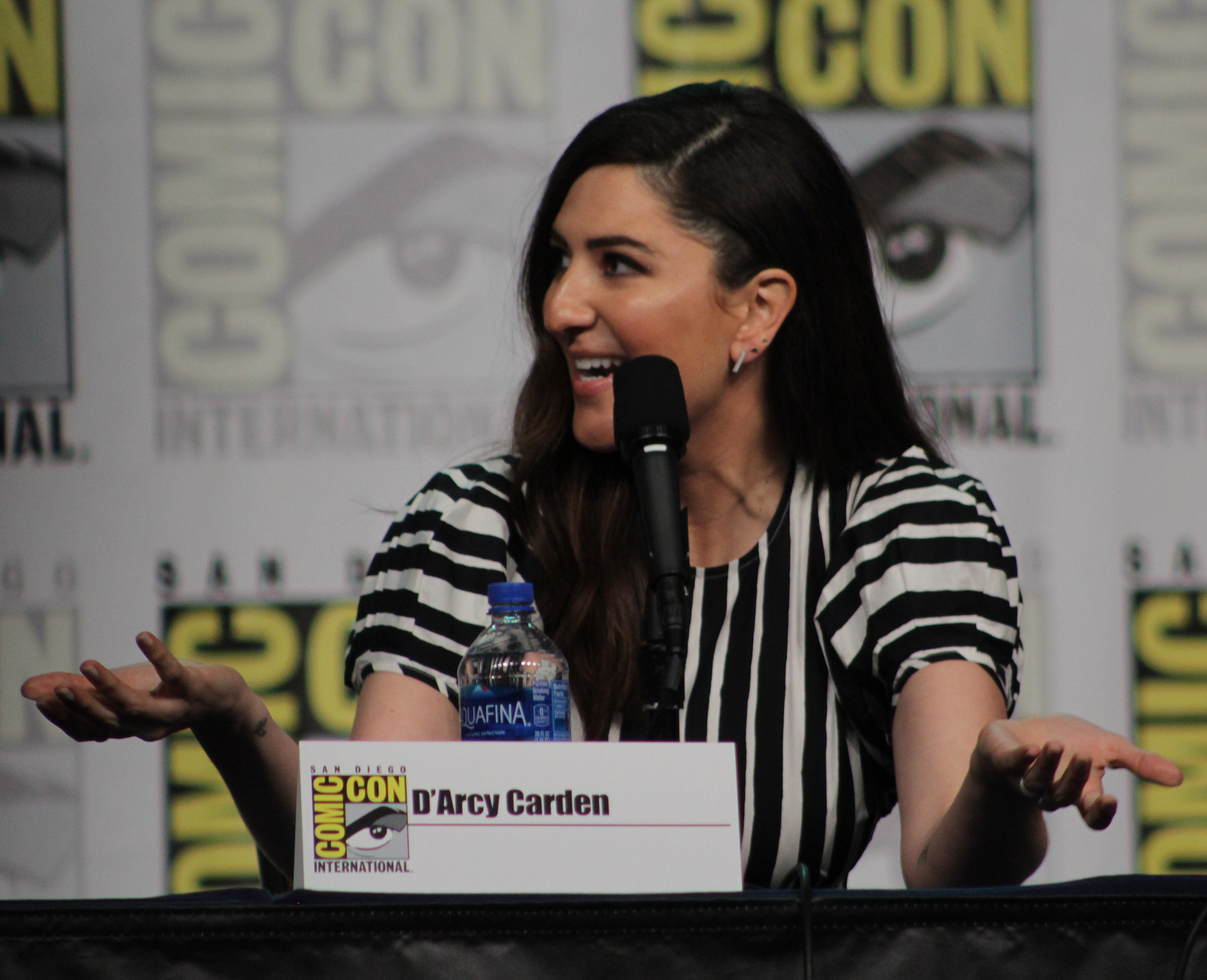
"Janet(s)" 에피소드에서 기존 재닛 역을 비롯해 겉모습이 재닛으로 변한 네 사람과 '뉴트럴 재닛'을 연기한 다시 카든

《굿 플레이스》 시리즈 제작자인 마이클 슈어는, 여러 명의 재닛을 등장시키는 에피소드는 실제 방영되기 1년도 더 전이었던 시즌 2 제작 중에 처음 구상되었다고 말했다. 드라마 전개상 주인공들이 이미 배드 플레이스에 방문했었고 시즌 2 마지막 에피소드에서는 지구로 돌아갈 예정이었기 때문에, 제작진은 드라마에서 아직 보여주지 않은 새로운 공간을 담아내고자 했다. 그렇게 논의된 장소 중 하나가 바로 재닛의 텅 빈 우주였는데, 여기에 카든이 네 주인공을 모두 연기하는 아이디어로 이어졌다. 처음에 슈어를 비롯한 작가진은 이런 아이디어가 구현하기에 너무 어려울 수 있다고 걱정했지만, 《오펀 블랙》 같은 다른 드라마들이 이미 성공적으로 해냈다는 사실에서 자신감을 얻어 진행하기로 했다. 이 에피소드에 대한 기획은 2시즌 제작이 끝나자마자 시작되었다. 원래는 네 사람이 재닛으로 변하는 설정을 에피소드 도입부에만 잠깐 사용하려고 했지만, 작가진은 이를 단순히 흥미 요소로만 쓰지 않고 싶어 했기에 각본을 재닛의 겉모습으로 변한 엘리너가 자신의 정체성에 대해 고민하는 내용으로 재구성했다. 작가진은 각본을 작성하기 전에 이 드라마의 철학 자문을 맡은 토드 메이와 패멀라 하이로니미와 만나 정체성과 자아의 개념에 대해서도 공부했다. 이 에피소드의 각본을 맡은 조시 시겔과 딜런 모건은 대본 초안을 메이에게 보내 조언을 구했고, 메이는 관련된 철학 이론들이 더 잘 설명될 수 있도록 몇 가지 세부적인 수정 사항을 제안했다.
슈어는 카든에게 이 에피소드의 촬영 4개월 전인 2018년 3월부터 에피소드에 대한 준비를 시작해달라고 부탁했다. 카든은 이 에피소드의 설정에 대해서 들었을 때 놀랐고 작가진과 제작진이 자신을 믿어준 데 대해 감사했다고 심경을 전했다. 카든은 이 에피소드 내에서 평소의 재닛 캐릭터부터 재닛으로 변한 네 사람, 회계팀의 '뉴트럴 재닛', 그리고 제이슨인 척하는 엘리너까지 다양한 캐릭터를 연기했다. 카든이 다른 배우들의 연기를 보고 참고할 수 있도록 출연진은 평소보다 일찍 리허설을 시작했다. 동료 배우들은 자신들의 연기 장면을 녹음해서 카든이 듣고 연구할 수 있게 했고, 각 배우가 맡은 원래 역할을 연기하는 현장 리허설 장면도 공유했다. 또한 각 배우들의 동작이나 몸짓을 담은 영상은 특수 효과 작업의 참고 자료로도 사용되었다. 카든은 자신이 출연하지 않는 장면에서도 다른 배우들을 따라다니며 그들의 행동을 따라하기도 했다. 동료 배우들은 카든이 자신들의 배역을 연기하는 데 있어 여러 가지 방법으로 도움을 주었다. 예를 들어 윌리엄 잭슨 하퍼는 자신이 대사를 외우기 편한 방식으로 정리해서 카든에게 보내주었고, 매니 저신토는 자신이 제이슨을 연기할 때 영감을 받았던 영상을 보여주었다. 카든은 머릿속으로는 상상이 되는데도 하퍼의 치디 연기를 따라하는 게 어려웠고, 벨의 섬세한 연기도 흉내내기 어려웠다고 이야기했다.

### 촬영

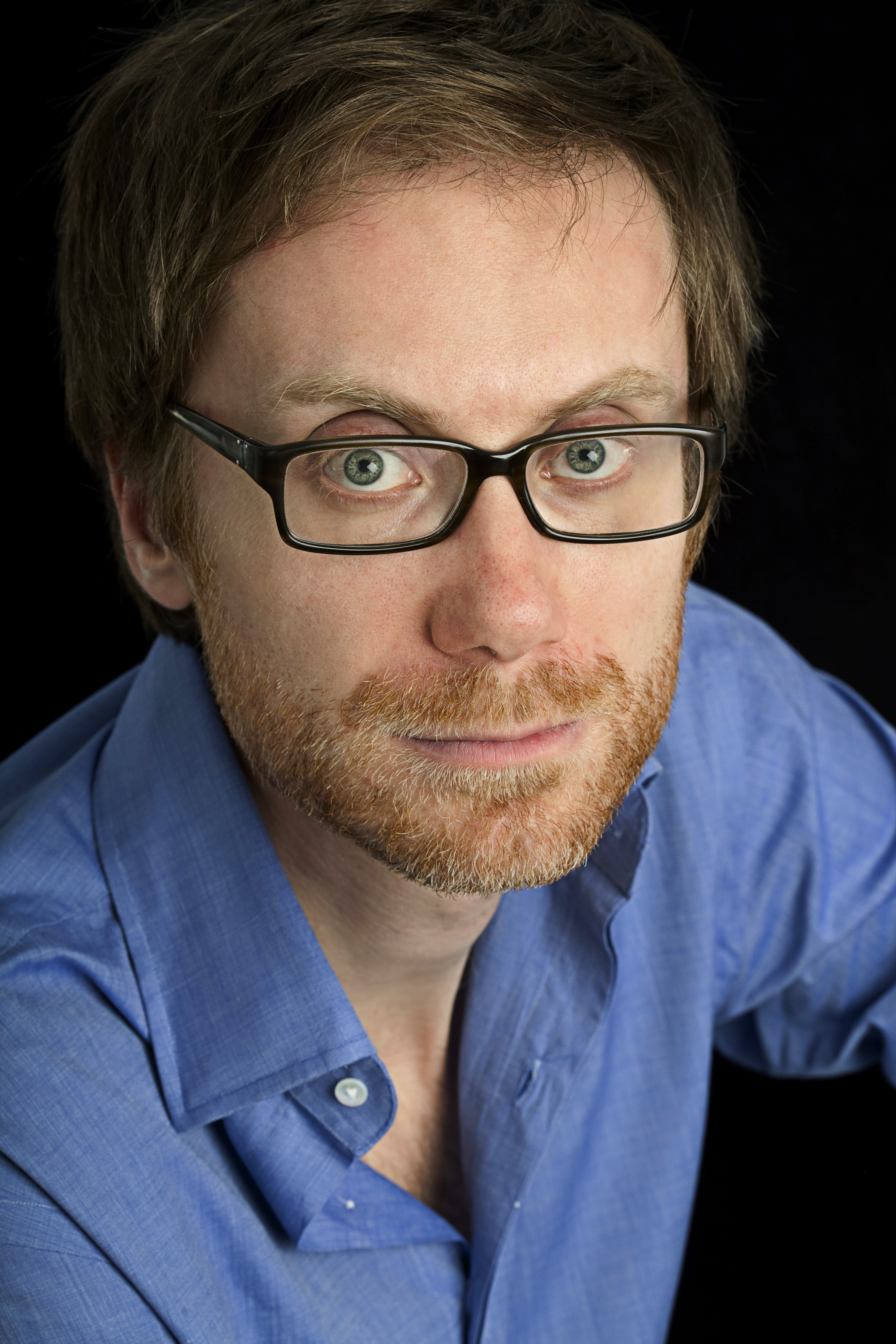
"Janet(s)" 에피소드에서 회계팀장 닐 역으로 출연한 스티븐 머천트

이 에피소드의 촬영은 2018년 7월에 5일 반에 걸쳐 진행되었다. 이 에피소드에서 재닛의 텅 빈 우주는 배경이 완전히 흰색인 세트로 표현되었는데, 모건 새킷 감독은 관객들이 배경에 지루함을 느끼지 않도록 세트에 가구를 배치했다. 촬영은 일반적인 경우와 비교해서 더 많은 계획과 시각 효과가 필요했는데, 이에 대해 슈어는 정교함이 요구되는 촬영이었기 때문에 "평소에 텔레비전 프로그램 만드는 방식과는 완전히 반대로 해야 했다"고 밝혔다. 슈어는 다른 매체와의 인터뷰에서 이 촬영이 한정된 세트와 출연진만 써서 찍은 "극단적으로 단순한 에피소드(bottle episode)"이면서도 디테일하게 신경 써야 할 부분이 많았기 때문에 "단순 제작과는 정반대"이기도 했다고 밝혔다. 일부 장면에서는 의상과 가발을 착용한 대역이 사용되었지만, 많은 장면에서 재닛 캐릭터의 위치를 표시하기 위해 막대기를 세워두고 촬영이 진행되었다. 카든은 이에 대해 "약간 정신이 나가는 것 같았다"며, 이러한 장면들이 가장 어려운 촬영이었다고 털어놓았다. 특히 클라이맥스의 키스 장면은 두 명의 재닛이 자연스럽게 키스하는 것처럼 보이기 위해 배우의 위치와 동작, 카메라 각도, 조명 등이 정확하게 맞아 떨어져야 해서 매우 어려운 촬영이었다. 카든은 이 장면을 위해 막대기에 달려 있는 왁스로 만들어진 입술에 키스해야 했고, 카든과 벨의 키 차이 때문에 어려움이 배가되었다. 최종 방영된 에피소드는 22분 길이였지만, 카든이 여러 재닛 역할을 각각 연기한 장면들을 모두 합치면 약 40분 분량이 되었다.
이 에피소드 후반부에서, 엘리너는 자아감이 무너지면서 시시각각 무작위로 다른 사람의 모습으로 변한다. 모건과 시겔은 이 장면이 슈어의 아이디어였다고 밝히며, 같은 대사라도 어떤 사람이 되어 말하느냐에 따라 감동과 재미가 달라질 수 있기 때문에 엘리너가 다른 사람으로 바뀌었을 때 각각의 인물이 어떤 대사를 할지 신중하게 결정했다고 설명했다. 시각 효과 프로듀서인 데이비드 니드나겔은 엘리너의 내적 갈등이 계속되면서 텅 빈 우주와 가구가 부서지는 모습을 표현하기 위해 특수 효과를 추가했다. 텅 빈 우주가 불안정한 상태에 놓이면서, 재닛은 실수로 셰어의 〈Believe〉의 일부를 부르게 된다. 카든이 직접 이 노래를 부른 버전을 녹음했고 오토튠 처리도 했지만, 원곡의 사용 허가를 받는 게 더 쉬웠기 때문에 에피소드에는 원곡이 사용되었다. 카든과 슈어, 시겔 세 명 모두 촬영 중에 여러 스태프들이 작품이 완성되면 시청자들이 과연 이해할 수 있을지 걱정했던 순간들이 있었다고 고백하기도 했다.
영국판 《오피스》의 공동 제작자인 머천트는 이 에피소드에 게스트로 출연했는데, 슈어는 과거에 미국판 《오피스》의 각본을 맡은 적이 있었다. "Janet(s)" 에피소드에서 머천트는 '우주 최고의 보스'(Existence's Best Boss)라는 문구가 적힌 머그잔을 들고 있는데, 이는 오피스의 등장 인물인 마이클 스콧이 사용했던 머그잔을 패러디한 장면이었다. 이 머그잔에는 원래 그와 같은 문구가 인쇄되어 있었지만, 머천트가 촬영 중에 잔을 잘못된 방향으로 든 바람에 후반 작업 중에 특수효과로 글자를 다시 입혔다.

## 분석
이 에피소드에서 다루는 주제 중 하나는 자아의 의미로, 실제로 에피소드 내에서 치디가 이 주제로 강의를 하는 장면이 등장하기도 한다. 슈어는 이러한 설정을 통해 엘리너가 스스로에게 "내가 누구지? 지금의 나는 어떤 버전의 나이지?"라고 묻게 된다고 이야기했다. 철학 교수 앨리슨 라이헬드는 치디가 엘리너를 구할 수 있었던 이유는 키스를 했기 때문이 아니라, 치디가 엘리너와 관계를 맺어오면서 상대방에 대한 깊은 이해를 갖고 있었기 때문이라고 설명했다. 라이헬드에 따르면 한 사람의 이야기와 경험들은 '도덕적 자아'를 형성하는 토대가 되는데, 치디가 엘리너가 어떤 사람인지에 대해서 떠올리게 해주었기 때문에 엘리너가 "자신이 어떤 사람이었고 어떤 사람이 되고 싶은지" 기억하고 그에 걸맞게 행동할 수 있게 되었다고 한다. 복스의 에밀리 세인트제임스는 주인공 네 명이 몇백 년에 걸쳐 수백 번 리셋되는 삶을 반복하다 보니 자신들의 진정한 정체성에 대해서 혼란스러움을 느꼈을 것이라며, "깊이 생각해보면 나는 누구인가라는 것 자체가 다분히 임의적"이라고 언급했다. 그래서 치디와 엘리너는 그에 대해 더 이상 생각하지 않기로 하고 "그냥 잘 되겠지"하고 받아들이게 된다고 설명했다. 반면에 철학 및 종교학 교수 데인 소여는 엘리너의 정체성 위기가 오히려 스스로를 성장시킬 수 있는 계기가 된다고 보았다. 소여는 불교에서는 자아에 대한 집착이 고통을 야기할 수 있다고 보기 때문에, 엘리너가 '무아'의 개념과 맞닥뜨리는 과정이 깨달음과 열반의 단계로 나아가는 단계가 될 수 있다고 설명했다. 하지만 자비 또한 불교의 주요 덕목 중에 하나이며 진정으로 자아를 초월한 사람이라면 자연스럽게 자비로운 행동을 하게 되므로, 치디가 엘리너를 도운 행동을 잘못되었다고 볼 수만은 없다고 덧붙였다.
이 에피소드에는 지난 521년간 그 누구도 굿 플레이스에 발을 들이지 못했다는 설정도 있는데, 여러 평론가들은 이러한 설정의 이유에 대해서도 여러 의견을 제시했다. 《롤링 스톤》의 앨런 세핀월은 배드 플레이스가 시스템을 조작했을 것이며, 시스템에 결함이 너무 많은 탓에 시스템이 제대로 작동하지 않는다는 것조차 확인할 수 없는 상태였을 것이라는 생각을 나타냈다. 세인트제임스는 현대 사회에서 살아가는 우리의 모든 행동은 현재와 미래의 다른 사람들에게 복잡하게 영향을 미치기 때문에 진정으로 좋은 사람이 되기가 너무 어렵다고 지적했는데, 실제로 다음 에피소드인 "The Book of Dougs"에서는 현대 사회의 복잡한 연결 고리로 인해 선의의 행동도 마이너스 점수를 받게 된다는 사실이 밝혀진다. 철학 강사 로라 매슈스는 이 설정이 의무론적 윤리와 결과주의적 윤리를 사용하는 점수 시스템의 필연적인 결과라고 보았다. 슈어에 따르면 《굿 플레이스》의 작가진은 과연 누가 굿 플레이스에 갈 수 있을지에 대해 고민했었지만, 결국 자신들이 세운 기준에 비추었을 때 최근의 역사에서 "논란의 여지가 없는 위대한 인물"을 꼽기란 불가능하다는 사실을 깨달았다고 한다.

## 반응

### 시청률
2018년 12월 6일에 방영된 "Janet(s)" 에피소드는 미국에서 258만 명이 시청했으며, 18세~49세 시청자층에서 0.8의 시청률을 기록했다. 동 시간대 방영된 프로그램 중에서는 《서스데이 나이트 풋볼》, 《영 쉘든》, 《찰리 브라운의 크리스마스》에 이어 시청률 4위를 기록했다. 시청자 수와 시청률 모두 방영 당시 시즌 최저치였지만, 2019년 1월 시즌 후반부가 시작되면서 수치가 상승했다. 7일간의 DVR 시청을 포함한 결과, "Janet(s)" 에피소드는 시청자 수 총 423만 명, 18세~49세 시청자층에서 1.5의 시청률을 기록했다.

### 평가
"Janet(s)" 에피소드는 평론가들로부터 매우 긍정적인 평가를 받았으며, 그중 많은 비평가들이 이 에피소드가 시즌 3의 앞선 에피소드들과 비교해 훨씬 뛰어나다고 평했다. 디 A.V. 클럽의 데니스 퍼킨스는 이 에피소드를 두고 "극적인 사건과 액션"이 가득한, 시즌 중반부를 장식하기에 완벽한 에피소드라고 평했다. 퍼킨스는 재닛이 세 번째 시즌 내내 뒷전으로 밀려나 있었지만, 이번 에피소드에서는 중요한 역할을 맡았다고 덧붙였다. 벌처의 노엘 머리는 주인공 네 사람의 겉모습이 재닛으로 변하는 설정을 통해 자칫 평범할 수 있었던 이야기가 '걸작'으로 한 단계 끌어올려졌다고 평했다. 또한 이 에피소드가 시리즈의 중요한 '전환점'이 되었고, 퍼킨스의 의견처럼 시즌 초반에 작은 역할만 맡았던 카든에게 재닛 역할로서 더 많은 것을 보여줄 기회를 주었다며 호평했다. 덴 오브 긱의 앨릭 보잘라드는 이 에피소드의 독창적인 설정과 등장인물들의 진정성 있는 감정 표현에 대해 긍정적으로 평가했다.
《엔터테인먼트 위클리》의 대런 프래니치는 "Janet(s)"이 시즌 3에서 단연 최고의 에피소드라며, 시즌 말미에 이르러 시리즈가 "빠르고 강력한 흐름을 타기 시작했다"고 평했다. 또한 수 세기 동안 그 누구도 굿 플레이스에 발을 들일 수 없었다는 설정이 어떤 면에서는 이 시리즈의 최대 반전이었다고 덧붙였다. 세핀월은 이야기가 다시 사후 세계로 돌아오면서 최고의 에피소드 중 하나가 만들어졌다고 보았다. 세핀월은 엘리너와 치디와의 관계를 더욱 공감하게 되었으며, 마이클이 상황을 직접 해결하려고 나서는 등 성장한 모습을 보였다며 긍정적으로 평가했다. 세인트제임스는 이 에피소드가 "예상 밖에 로맨틱하고 따뜻한 이야기"였다며, 시즌 초반의 지루했던 에피소드와 달리 앞으로 이어질 에피소드를 위한 준비가 되었다고 호평했다.
또한 이 에피소드에서 카든의 연기는 자신의 배역인 재닛을 돋보이게 만들었다며, 여러 평론가들의 호평이 이어졌다. 업록스의 브라이언 그러브는 카든의 연기가 자신의 기억에 남는 "텔레비전 코미디 연기 중에서 가장 뛰어났던 솔로 연기 중 하나"였다고 이야기했다. 퍼킨스는 카든이 여러 캐릭터를 연기할 때 각각의 특징을 섬세하게 표현해낸 점을 언급하며 "훌륭하다"고 평했다. 보잘라도는 주연 배우들 없이도 엘리너와 치디 사이의 갈등을 사실적으로 표현해낸 카든의 능력을 극찬하며, 이 에피소드에서 카든이 "자신의 능력을 최고조로 발휘했다"고 평가했다. 세인트제임스는 작품과 설정에 충실하면서도 완벽한 연기를 선보인 카든을 호평하며, 카든이 에미상을 받을 자격이 있다고 시사했다. 《페이스트》의 편집진은 재닛 역할을 맡은 카든의 연기를 2018년 TV에서 가장 뛰어난 연기로 꼽았으며, 특히 "Janet(s)" 에피소드에서 카든의 재능이 두드러졌다고 호평했다.
다수 매체에서 "Janet(s)" 에피소드를 그해 최고의 에피소드로 선정했다. 《더 할리우드 리포터》의 대니얼 파인버그는 순위 없이 선정한 톱 10 에피소드 리스트에 "Janet(s)"을 포함시키면서 주연 배우들 대부분이 별로 등장하지 않았음에도 이야기를 진전시키고 감정선을 잘 살려냈다고 평가했다. 《에스콰이어》의 저스틴 커클랜드 또한 자신이 선정한 톱 10 리스트 중 하나로 "Janet(s)"을 꼽으며 "뛰어난 연기, 뛰어난 서사, 그리고 인상적인 시각적 연출이라는 세 가지 강점을 모두 갖춘 에피소드"라고 평했다. 2018년 가장 기억에 남는 에피소드를 선정한 《뉴욕 타임스》의 기사에서 제임스 포니워직은 모든 캐릭터를 카든이 연기하면서도 각 캐릭터의 개성을 유지할 수 있었던 건 탄탄한 대본 덕분이라고 평가했다. "Janet(s)" 에피소드는 또한 한 해 최고의 에피소드를 선정한 기사 중 《엔터테인먼트 위클리》에서 7위, 인디와이어와 《가디언》에서 각각 21위를 기록했다.

### 수상 및 후보
"Janet(s)" 에피소드는 주요 시상식에서 여러 부문에 후보로 올랐다. 이 에피소드는 휴고상 최우수 드라마틱 프레젠테이션, 숏폼 부문을 수상했는데, 《굿 플레이스》 시리즈는 이 부문에서 4년 연속 수상의 영예를 안았으며 이 에피소드는 그 중 두 번째 수상작이었다. "Janet(s)"의 각본을 맡았던 시겔과 모건은 프라임타임 에미상 코미디 시리즈 최우수 각본상에 후보로 올랐지만, 수상은 《플리백》의 "Episode 1"의 각본을 담당한 피비 월러브리지에게 돌아갔다. "Janet(s)"은 ADG 엑설런스 인 프로덕션 디자인 어워드의 30분 싱글 카메라 시리즈 부문과 골든 릴 어워드의 35분 미만 실사 음향 편집 최우수 성과 부문에도 후보에 올랐다. 시리즈 제작자 슈어를 비롯한 일각에서는 이 에피소드 이후 카든이 에미상 후보로 오르지 못한 것에 대해 부당한 처사라고 발언하기도 했다. 카든은 이듬해 에미상 코미디 시리즈 여우조연상 후보에 올랐다.

### 내용주
1. ↑  더그 포세트는 《굿 플레이스》 시리즈 첫 에피소드인 "Everything Is Fine"에서 사후 세계가 어떻게 작동하는지 정확히 예측한 유일한 인간으로 소개된다. "Janet(s)"의 직전 에피소드인 "Don't Let the Good Life Pass You By"에서 마이클과 재닛은 더그의 집에 방문했는데, 더그가 점수에 집착한 나머지 자신을 위해서는 아무 것도 하지 않는 비참한 삶을 살고 있음을 알게 된다.[1][2]
2. ↑  시청률은 특정 그룹 중에서 해당 프로그램을 시청한 것으로 추청되는 비율을 백분율로 나타낸 수치이다.[23]

### 참조주
1. ↑  Sepinwall, Alan (2018년 11월 15일). “The Good Place Recap: Death Becomes Them”. 《Rolling Stone》 (영어). 2018년 11월 18일에 원본 문서에서 보존된 문서. 2021년 7월 28일에 확인함.
2. ↑  Murray, Noel (2020년 1월 30일). “Every Character on The Good Place, Ranked”. 《Vulture》 (영어). 2020년 1월 30일에 원본 문서에서 보존된 문서. 2021년 7월 28일에 확인함.
3. 1 2 3  Grubb, Brian (2018년 12월 7일). “All Of The Janets From The Multi-Janet Good Place Episode, Ranked”. 《Uproxx》 (영어). 2020년 6월 27일에 원본 문서에서 보존된 문서. 2020년 6월 26일에 확인함.
4. 1 2 3 4 5 6  Friedlander, Whitney (2018년 12월 6일). “How The Good Place Made Its Very Special Janet Episode”. 《Vulture》 (영어). 2020년 6월 28일에 원본 문서에서 보존된 문서. 2020년 6월 26일에 확인함.
5. 1 2 3 4 5  Eakin, Marah (2018년 12월 6일). “The Good Place's latest gambit was over a year in the making”. 《The A.V. Club》 (영어). 2019년 11월 25일에 원본 문서에서 보존된 문서. 2020년 6월 26일에 확인함.
6. 1 2 3  Porter, Rick (2018년 12월 6일). “The Good Place Creator on the Latest Twist and "Hero" D'Arcy Carden”. 《The Hollywood Reporter》 (영어). 2022년 4월 18일에 원본 문서에서 보존된 문서. 2022년 5월 10일에 확인함.
7. 1 2 3  Meslow, Scott (2018년 12월 7일). “The Good Place team on the show's most insane episode yet”. 《The Week》 (영어). 2021년 5월 20일에 원본 문서에서 보존된 문서. 2021년 7월 18일에 확인함.
8. 1 2 3 4  Nemetz, Dave (2018년 12월 6일). “The Good Place's D'Arcy Carden, EPs Break Down the Year-Long (!) Process of Making Janet's Big Episode”. 《TVLine》 (영어). 2020년 6월 29일에 원본 문서에서 보존된 문서. 2020년 6월 27일에 확인함.
9. 1 2 3  Nguyen, Hanh (2018년 12월 6일). “The Good Place: How Its Team of Philosophers Made the Fall Finale Go Deep”. 《IndieWire》 (영어). 2018년 12월 7일에 원본 문서에서 보존된 문서. 2020년 6월 27일에 확인함.
10. 1 2 3 4 5  Snierson, Dan (2018년 12월 6일). “The Good Place star D'Arcy Carden on playing Janet(s) in that insane episode”. 《Entertainment Weekly》 (영어). 2020년 6월 5일에 원본 문서에서 보존된 문서. 2020년 6월 27일에 확인함.
11. ↑  Sun, Rebecca (2019년 6월 7일). “The Good Place Star D'Arcy Carden on the "Crazy Amount of Pressure" for Her Most Challenging Episode”. 《The Hollywood Reporter》 (영어). 2020년 6월 29일에 원본 문서에서 보존된 문서. 2020년 6월 26일에 확인함.
12. 1 2 3  Perkins, Dennis (2018년 12월 6일). “D'Arcy Carden dazzles as The Good Place drops a few more narrative bombshells”. 《The A.V. Club》 (영어). 2018년 12월 7일에 원본 문서에서 보존된 문서. 2020년 6월 26일에 확인함.
13. 1 2 3  Turchiano, Danielle (2019년 6월 4일). “The Good Place Team Goes Inside the Making of Season 3's 'Janet(s)'”. 《Variety》 (영어). 2020년 6월 28일에 원본 문서에서 보존된 문서. 2020년 6월 26일에 확인함.
14. 1 2  Murray, Noel (2018년 12월 6일). “The Good Place Recap: Void (Where Prohibited)”. 《Vulture》 (영어). 2020년 6월 29일에 원본 문서에서 보존된 문서. 2020년 6월 27일에 확인함.
15. 1 2 3  Adams, Erik (2018년 12월 7일). “The Good Place, annotated: "Janet(s)"”. 《The A.V. Club》 (영어). 2020년 6월 27일에 원본 문서에서 보존된 문서. 2020년 6월 26일에 확인함.
16. 1 2 3 4  Sepinwall, Alan (2018년 12월 6일). “The Good Place Recap: Dammit, Janet(s)”. 《Rolling Stone》 (영어). 2020년 6월 29일에 원본 문서에서 보존된 문서. 2020년 6월 26일에 확인함.
17. 1 2 3 4 5  St. James, Emily (2018년 12월 6일). “The Good Place offers one of its best episodes ever with "Janet(s)"”. 《Vox》 (영어). 2020년 6월 27일에 원본 문서에서 보존된 문서. 2020년 6월 26일에 확인함.
18. ↑  Reiheld, Alison (2020). 〈Some Memories You May Have Forgotten: Holding Space for Each Other When Memory Fails〉.   Engels, Kimberly S. 《The Good Place and Philosophy: Everything is Forking Fine!》 (영어). John Wiley & Sons. 99–109쪽. doi:10.1002/9781119633303.ch10. ISBN 978-1-119-63328-0. S2CID 230669690.
19. ↑  Sawyer, Dane (2020). 〈Who Are Chidi and Eleanor in a Past-(After)Life? The Buddhist Notion of No-Self〉.   Engels, Kimberly S. 《The Good Place and Philosophy: Everything is Forking Fine!》 (영어). John Wiley & Sons. 202–209쪽. doi:10.1002/9781119633303.ch19. ISBN 978-1-119-63328-0. S2CID 230664890.
20. ↑  St. James, Emily; Trolio, Jen; Wilkinson, Alissa (2019년 1월 10일). “The Good Place sets the stage for season 3's endgame in "The Book of Dougs"”. 《Vox》 (영어). 2021년 3월 14일에 원본 문서에서 보존된 문서. 2021년 7월 18일에 확인함.
21. ↑  Perkins, Dennis (2019년 1월 10일). “The Good Place gets close enough to the Good Place to make us question everything”. 《The A.V. Club》 (영어). 2021년 7월 18일에 원본 문서에서 보존된 문서. 2021년 7월 18일에 확인함.
22. ↑  Matthews, Laura (2020). 〈Moral Absurdity and Care Ethics in The Good Place〉.   Engels, Kimberly S. 《The Good Place and Philosophy: Everything is Forking Fine!》 (영어). John Wiley & Sons. 67–74쪽. doi:10.1002/9781119633303.ch7. ISBN 978-1-119-63328-0. S2CID 230674924.
23. 1 2  Welch, Alex (2018년 12월 7일). “Thursday Night Football adjusts up, Mom adjusts down: Thursday final ratings”. 《TV by the Numbers》 (영어). 2018년 12월 8일에 원본 문서에서 보존된 문서. 2020년 6월 26일에 확인함.
24. ↑  “The Good Place: Season Three Ratings”. 《TV Series Finale》 (영어). 2019년 2월 1일. 2020년 7월 30일에 원본 문서에서 보존된 문서. 2020년 7월 8일에 확인함.
25. ↑  Pucci, Douglas (2018년 12월 18일). “Live+7 Weekly Ratings: Fall Finales of The Big Bang Theory and The Good Doctor Lead All Telecasts in Overall Gains”. 《Programming Insider》 (영어). 2019년 2월 7일에 원본 문서에서 보존된 문서. 2020년 6월 26일에 확인함.
26. 1 2  Bojalad, Alec (2018년 12월 7일). “The Good Place Season 3 Episode 9 Review: Janet(s)”. 《Den of Geek》 (영어). 2020년 6월 29일에 원본 문서에서 보존된 문서. 2020년 6월 27일에 확인함.
27. ↑  Franich, Darren (2018년 12월 6일). “The Good Place recap: "Janet(s)" is a radical tour de force”. 《Entertainment Weekly》 (영어). 2021년 7월 18일에 원본 문서에서 보존된 문서. 2021년 7월 18일에 확인함.
28. ↑  “The 25 Best TV Performances of 2018”. 《Paste》 (영어). 2018년 12월 14일. 2020년 6월 27일에 원본 문서에서 보존된 문서. 2020년 6월 27일에 확인함.
29. ↑  Goodman, Tim; Fienberg, Daniel (2018년 12월 18일). “Hollywood Reporter TV Critics Pick the Best Episodes of 2018”. 《The Hollywood Reporter》 (영어). 2021년 7월 18일에 원본 문서에서 보존된 문서. 2021년 7월 18일에 확인함.
30. ↑  Kirkland, Justin (2018년 12월 10일). “The 10 Best Episodes of Television in 2018”. 《Esquire》 (영어). 2021년 2월 3일에 원본 문서에서 보존된 문서. 2021년 7월 18일에 확인함.
31. ↑  Poniewozik, James; Hale, Mike; Lyons, Margaret (2018년 12월 24일). “The Most Memorable TV Episodes of 2018”. 《The New York Times》 (영어). 2019년 5월 31일에 원본 문서에서 보존된 문서. 2021년 7월 18일에 확인함.
32. ↑  “The 10 best TV episodes of 2018”. 《Entertainment Weekly》 (영어). 2018년 12월 7일. 2020년 11월 8일에 원본 문서에서 보존된 문서. 2021년 7월 18일에 확인함.
33. ↑  Miller, Liz Shannon; Nguyen, Hanh; Greene, Steve; Travers, Ben (2018년 12월 7일). “The 30 Best TV Episodes of 2018, Ranked”. 《IndieWire》 (영어). 2020년 11월 8일에 원본 문서에서 보존된 문서. 2021년 7월 18일에 확인함.
34. ↑  Mumford, Gwilym; Abbott, Kate; Heritage, Stuart; Bakare, Lanre; Belam, Martin; MacInnes, Paul (2018년 12월 19일). “The best TV episodes of 2018, from Inside No 9 to Maniac”. 《The Guardian》 (영어). 2021년 7월 17일에 원본 문서에서 보존된 문서. 2021년 7월 18일에 확인함.
35. ↑  Whitbrook, James (2019년 8월 19일). “Here Are Your Hugo 2019 Award Winners”. 《Gizmodo》 (영어). 2021년 7월 16일에 원본 문서에서 보존된 문서. 2021년 7월 15일에 확인함.
36. ↑  “Hugo Awards Winners By Category”. 《Science Fiction Awards Database》 (영어). Locus Science Fiction Foundation. 2021년 6월 12일에 원본 문서에서 보존된 문서. 2021년 12월 19일에 확인함.
37. ↑  Horton, Adrian (2019년 9월 22일). “Emmy winners 2019: the full list”. 《The Guardian》 (영어). 2021년 7월 16일에 원본 문서에서 보존된 문서. 2021년 7월 15일에 확인함.
38. ↑  Giardina, Carolyn (2019년 2월 2일). “Art Directors Guild Awards: Favourite, Black Panther, Crazy Rich Asians Among Winners”. 《The Hollywood Reporter》 (영어). 2021년 7월 16일에 원본 문서에서 보존된 문서. 2021년 7월 15일에 확인함.
39. ↑  Giardina, Carolyn (2019년 2월 17일). “Bohemian Rhapsody Wins Pair of Trophies at Sound Editors' Golden Reel Awards”. 《The Hollywood Reporter》 (영어). 2020년 6월 7일에 원본 문서에서 보존된 문서. 2020년 6월 26일에 확인함.
40. ↑  Lee, Ashley (2019년 7월 20일). “Comic-Con 2019: The Good Place creator calls out Emmys for D'Arcy Carden snub”. 《Los Angeles Times》 (영어). 2019년 9월 18일에 원본 문서에서 보존된 문서. 2020년 6월 28일에 확인함.
41. ↑  Heritage, Stuart (2019년 7월 16일). “From Homecoming to The Good Fight: this year's Emmys snubs and shocks”. 《The Guardian》 (영어). 2020년 6월 17일에 원본 문서에서 보존된 문서. 2020년 6월 28일에 확인함.
42. ↑  Adams, Erik (2020년 8월 24일). “D'Arcy Carden on her Good Place goodbye, unconventional Emmys plans, and Barry's delay”. 《The A.V. Club》 (영어). 2021년 7월 29일에 원본 문서에서 보존된 문서. 2021년 7월 28일에 확인함.